# 蜂屋慶
蜂屋 慶（はちや けい、1920年1月23日 - 1997年9月18日）は、日本の教育学者。京都大学名誉教授。

## 経歴
大阪市出身。1941年京都帝国大学文学部哲学科卒、同大学院（旧制）、1981年「生活指導における集団指導の理論的考察」で京都大学教育学博士。大阪市立大学講師、助教授、教授、1972年奈良女子大学教授、京都大学教育学部教授、83年定年退官、名誉教授、光華女子大学長。92年退任。1958年『子どもらが道徳を創る』（宇野登共著）で毎日出版文化賞受賞。

## 著書
- 『生活指導の本質』明治図書出版 現代教育全書 1959
- 『学級集団の研究法』明治図書出版 現代教育全書 1963
- 『集団指導と教育愛』黎明書房 1976
- 『生活指導における集団指導の基礎理論』明治図書出版 教育科学全書 1983

### 共著編
- 『子どもらが道徳を創る 子どもの自由と集団の規律』宇野登共著 黎明書房 1957
- 『人間のための教育 2 少年』編 日本放送出版協会 1973
- 『学級集団指導研究 2学級集団理解の実践』編 明治図書出版 1974
- 『学級集団指導研究 1学級集団理解の方法』編 明治図書出版 1974
- 『学校と教育』高木英明共編 ミネルヴァ書房 TP叢書 1978
- 『教育と超越』編 玉川大学出版部 1985

### 翻訳
- モンテーギュ『人間関係と人間性の教育』藤本浩之輔共訳 明治図書出版 1971
- F.M.ヘッチンジャー編『幼児の知育 就学前教育の課題』高橋史郎、藤武共訳 黎明書房 1973
- コンラード・ウィドマー『スポーツ教育学 その構造と研究法に対する理論的考察』共訳 東洋館出版社 1980